# 테라사

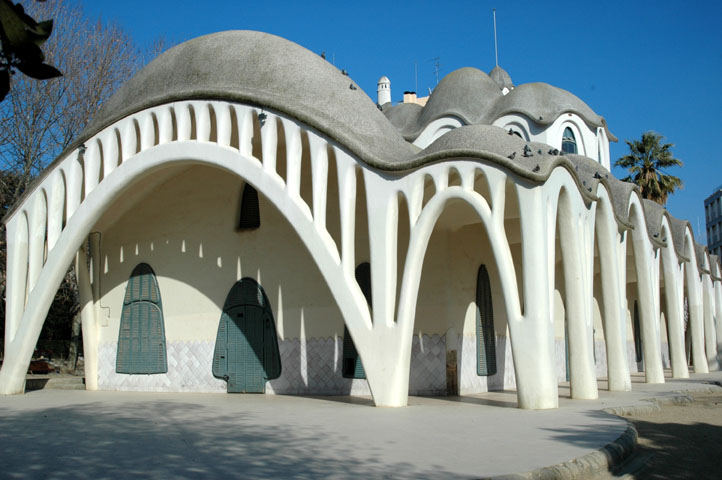
마시아 프레이사

테라사(카탈루냐어: Terrassa, 스페인어: Tarrasa 타라사[*])는 스페인 카탈루냐 지방의 주인 바르셀로나주의 도시로, 인구는 210,941명(2009년 기준), 면적은 70.2km2이다.